# Ait Maalem
Aït Maalem ou Ath Maalem ( ⴰⵜ ⵎⴰⴰⵍⴻⵎ en Tifinagh) est un village de Kabylie, situé dans la commune d'Ait Bouaddou , Daïra d'Ouadhia.

## Géolocalisation
Le village d'Aït Amar se situe à l'ouest de la commune d'Aït Bouaddou.
Contient des erreurs et en cours de modifications
| ????                           | ?????      | Ait Mallem , Takherradjit et Tamkarbout |
| Ait Hijda(commune Assi Youcef) | Aït Maalem | Ait Djemaa                              |
| Ait Djemaa et Aït Ouel Hadj    | Ibadissen  | Ait Djemaa                              |

La commune d'Aït Bouaddou se situe au sud-ouest de la daïra des Ouadhias.
| Mechtras    | Tizi N'Tleta                                            | Ouadhia          |
| Assi Youcef | Aït Bouaddou                                            | Agouni Gueghrane |
| Assi Youcef | Parc national du Djurdjura et Haïzer (wilaya de Bouira) | Agouni Gueghrane |

## Villages d'Aït Bouaddou
La commune d'Aït Bouaddou est composée de neuf villages :
- Aït Amar
- Aït Djemaa, chef-lieu de la commune
- Aït Khalfa
- Ait Irane, à 813 m d'altitude.
- Aït Ouel Hadj
- Aït Maalem
- Ibadissen
- Takherradjit
- Tamkarbout

## Personnalités
Eldjouhar Bouarav ath oudhey Femme Courageuse qui a servi imjouhadh pendant la guerre d'Algérie.
Comme elle soutenait son frère Rabah, lui-même moudjahid et ensuite chahid. En représailles l'armée française exécutera son fils devant elle.
Haj Mohdh Bouakli, est le pionnier de la révolution dans notre région. C'était l'homme de confiance de Krim Belkacem.
il a participé à l'organisation du déclenchement du 1er novembre 1954. Il est mort sur le champ de bataille, les armes à la
main en 1955 a Kourieth.
Ahmed Oumeri : Héros national qui a su comment aider les pauvres à survivre pendant la colonisation,
Karim Tabou:
ex secrétaire général du FFS et ensuite député du même parti. C'est lui qui a initié Hocine Haroun à la politique en le
propulsant aux élections de L'APW de Tizi Ouzou sur la liste FFS.
 Hocine Haroun : Politicien et Artiste peintre.
Hadj Saïd KESSAI : grand pratiquant de médecine douce, connaissait parfaitement les plantes, reconnu pour avoir soigné des générations de personnes originaires de la commune et de ses environs; un hommage lui a été rendu. (par Nora KESSAI).